# 華秋蘋
華秋蘋（1785年—1859年），名文彬，字伯雅，別號借雲館主人，江蘇無錫人，清朝篆刻家、音乐家。其整理的《琵琶譜》是中國第一部正式出版的琵琶曲集。

## 生平
華秋蘋是江苏省無錫縣盪口鎮人，生於清乾隆四十九年（1785年）十二月初八日，自幼就對篆刻十分有興趣，鑽研了二十幾年。他的作品有漢代玉刻的風格。嘉慶十八年（1813年）奉父囑與二弟文杏、三弟文模、堂弟文楷4人輯錄族譜和地方志中關於無錫華氏的資料，編撰《华氏贞节略稿》，為該家族的相關研究提供了資料。
嘉慶二十一年（1816年），他將作品集為《秋蘋印草》，每件作品旁邊都標示如何雕刻、提示技巧。同年春天，他邀請兄弟、族人成立詩文音樂社「二柳村莊」，並將社友的作品輯成《二柳村莊吟社詩卷》付梓。
華秋蘋和他的兄弟也會演奏古琴、琵琶等樂器，琵琶以華秋蘋彈得最好，他自己還會唱崑曲。他在嘉慶二十三年初刊的《借雲館小唱》是將江南民間曲牌採譜後編輯，再加上一些演唱論述而成，為現在明清時期江南民間音樂研究的重要資料。同年又與其七弟華文桂等人一起編撰《琵琶譜》3卷，是中國第一部正式出版的琵琶曲集，曲集兼收南、北兩派傳譜，標註把位、指法，如直隸王君錫傳譜《十面埋伏》等，對琵琶曲的整理、傳播和彈奏藝術的流傳都幫助甚多。後人稱此書為《華氏琵琶譜》或《華秋蘋琵琶譜》。華秋蘋亦擅長國畫、書法，甚至通醫術，曾和另外兩名弟弟合著《喉科秘书》等醫書。華秋蘋逝於咸豐八年（1858年）四月初三日，享壽73歲。